# Jean-Baptiste-François Desmaretz
Jean-Baptiste-François Desmaretz, markiz de Maillebois (ur. 3 maja 1682 w Paryżu, zm. 7 lutego 1762 tamże) – francuski polityk i dyplomata.
Marszałek Francji. W latach 1726–1730 był francuskim ministrem pełnomocnym w Monachium.